# Caos (álbum)
Caos es el décimo álbum de estudio de la cantante Malú y decimosexto en la discografía de la cantante española, con la dirección musical de Armando Ávila y editado por Sony Music. El álbum salió a la venta el 27 de noviembre de 2015, presentando doce temas nuevos.

## Sencillos
El primer sencillo del décimo álbum de estudio fue «Quiero», que fue publicado el 25 de septiembre de 2015. Su videoclip se lanzó el 6 de noviembre y fue dirigido por Pedro B. Abreu y producido por Zapping Produccions. Fue rodado en varias localizaciones de Barcelona y Vilassar de Mar.
El segundo sencillo fue «Encadenada a ti», que fue publicado a principios de enero de 2016. Este sencillo ha tenidos dos videoclips, el primero es un lyric video donde junto a la canción se ven a los fanes con sus manos juntas, fotos que la discográfica pidió para hacer el video. El segundo videoclip estás protagonizado por la propia cantante entre los barrios madrileños de Malasaña, Ópera y Vallecas bajo la dirección de Alberto Gastesi, donde la cantante nos enseña que está "Encadenada a la música y encadenada a la vida".
El tercer sencillo es «Caos», canción que pone título al disco, fue publicado a finales del mes de abril, coincidiendo con el arranque del Tour Caos. Su videoclip fue estrenado el 19 de julio de 2016. Dirigido por Willy Rodríguez, un joven directo almeriense, el videoclip presenta cuatro historias en las que cuatro personajes dispares viven una situación de caos emocional. Una confrontación de sentimientos que va evolucionando conforme avanza la canción, desde un punto de vista optimista.
El último y cuarto sencillo, «Cenizas», también con vídeo musical a cargo de Gema Lozano e Íñigo Zubircaray. Se trata de un vídeo conceptual y simbólico, con un tono íntimo y minimalista que, a través de un lenguaje metafórico, representa la toma de conciencia tras una ruptura y la liberación de las ataduras del amor roto.

## Recepción
Caos alcanzó el número uno en ventas en su primera semana en la lista oficial de Promusicae, donde permaneció 71 semanas, llegando a obtener el doble disco de platino en ventas.

## Lista de canciones
| Caos |                       |                                                          |          |  |
| N.º  | Título                | Escritor(es)                                             | Duración |  |
| 1.   | «Quiero»              | Diego Cantero · Tato Latorre · Malú                      | 3:40     |  |
| 2.   | «Sígueme el juego»    | Riki Rivera · Airam Etxániz                              | 3:34     |  |
| 3.   | «Cenizas»             | David Santisteban · Riki Rivera · Gonzalo Hermida . Malú | 4:04     |  |
| 4.   | «Nos sobró la ropa»   | Ángel Reyero · Juan Carlos Moguel                        | 3:28     |  |
| 5.   | «Parte de mí»         | Armando Ávila · Bruno Danzza                             | 3:49     |  |
| 6.   | «Encadenada a ti»     | Rubén Villanueva · Airam Etxániz                         | 3:16     |  |
| 7.   | «Me despido»          | José de Lucía · Malú                                     | 3:44     |  |
| 8.   | «Caos»                | Carolina Rosas · Alejandra Alberti · Pablo Todd          | 3:21     |  |
| 9.   | «De vez en cuando»    | Rafael Esparza · Angélica Rahe                           | 3:45     |  |
| 10.  | «Imperfectos»         | Marissa Mur                                              | 3:22     |  |
| 11.  | «Rozando el cielo»    | Carlos Escobedo · Kamala Espinosa                        | 3:23     |  |
| 12.  | «Mi mundo en el aire» | José de Lucía                                            | 4:06     |  |

## Créditos y personal
- Malú: artista principal, voz, coros, arreglos
- Armando Ávila: producción, guitarras, piano, coros
- Rodrigo Ortega: batería
- Fernando Laura y Rubén García: piano
- Orlando Vitto: guitarras adicionales
- Ángel Reyero: solo
- Celio González: percusiones
- Israel Tlaxcaltecatl y César Barreiro: trompetas
- Pedro García y Rodrigo Saad: trombón
- Jacko González: saxo
- Michkin Boyzo: dirección de cuerdas
- Gloria López, Miguel Alegre, Enriqueta Arellanes, Luis Rojas y Araceli Borges: primeros violines
- Hiram Dival, Leonardo Chávez, Luis Colín, Edwin Díaz y Joaquín Cruz: segundos violines
- Rocío Jiménez, Luis Mendoza y Ricardo Orozco: violas
- Yadira Sánchez y Miguel Saucedo: chelos
- Javier Portugés y Ericka Carranco: coros
- Pepe Ortega: ingeniero de percusiones
- Rotger Rosas y Sebastián Mexueiro: asistentes de grabación
- Emilio Ávila: dirección ejecutiva
- Adriana Muñoz: coordinación de producción
- Emily Lazar: masterización
- Rubén Martín: fotografía
- OYEME!: diseño gráfico

Créditos adaptados desde las notas de Caos (2015) y LaHiguera.

## Posicionamiento en listas
| Listas (2015)       | Mejor posición |
| ------------------- | -------------- |
| España (PROMUSICAE) | 1              |

| Listas (2015)       | Mejor posición |
| ------------------- | -------------- |
| España (PROMUSICAE) | 7              |
| Listas (2016)       | Mejor posición |
| España (PROMUSICAE) | 6              |

## Certificaciones
| País (organismo certificador) | Certificación | Unidades certificadas |
| ----------------------------- | ------------- | --------------------- |
| España (PROMUSICAE)           | 2x Platino    | 80 000                |

## Premios
| Año  | Nominación         | Categoría               | Resultado | Ref.   |
| ---- | ------------------ | ----------------------- | --------- | ------ |
| 2016 | Premios Dial       | Premio Cadena Dial 2016 | Ganadora  | [ 11 ] |
| 2016 | Premios Cadena 100 | Premio Cadena 100 2016  | Ganadora  | [ 12 ] |